# Veli Saarinen
Veli Selim Saarinen (16. září 1902, Martinsaari – 12. října 1969, Helsinky) byl finský běžec na lyžích.
Na olympijských hrách v Lake Placid roku 1932 vyhrál závod na 50 kilometrů a v závodě na 18 kilometrů skončil třetí. Byl rovněž trojnásobným mistrem světa, ze sedmnáctikilometrové trati (1929), z 50 km (1933) a ze štafety (1934). V roce 1934 ukončil závodní kariéru a začal se věnovat trénování. V letech 1934–1937 vedl německou lyžařskou reprezentaci, v letech 1937–1968 finskou. V letech 1947–1968 byl rovněž předsedou Finské lyžařské federace.